# غلين شاورمان
غلين شاورمان (بالهولندية: Glenn Schuurman)‏ هو لاعب هوكي الحقل هولندي، ولد في 16 يناير 1991 في بوكستل في هولندا.

## وصلات خارجية
- غلين شاورمان على موقع الاتحاد الدولي للهوكي (الإنجليزية)
- غلين شاورمان على موقع اللجنة الأولمبية الدولية (الإنجليزية)
- غلين شاورمان على موقع أوليمبيديا (الإنجليزية)
- غلين شاورمان على موقع تيم أن.أل (الهولندية)